# Lathyrus transsylvanicus
Lathyrus transsylvanicus là một loài thực vật có hoa trong họ Đậu. Loài này được Rchb. f. miêu tả khoa học đầu tiên năm 1886.